# Centro Internacional de Viena

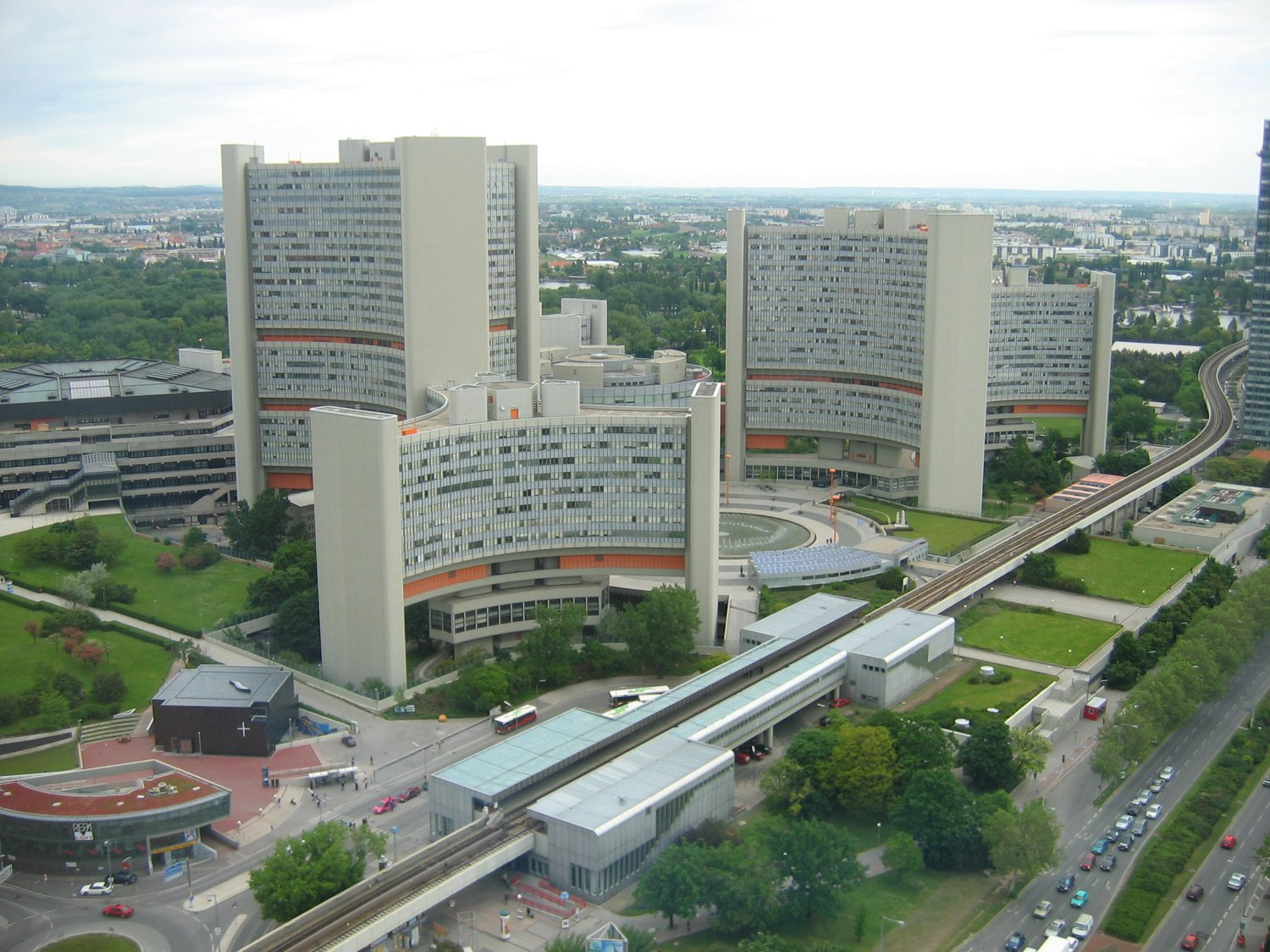
Centro Internacional de Viena. O Austria Center Vienna pode ser visto na extremidade esquerda da foto, a meia-distância.

O Centro Internacional de Viena (CIV), coloquialmente conhecido também como Cidade da ONU em Viena, é o campus e complexo de edifícios que hospeda organizações das Nações Unidas em Viena, na Austria.
O CIV é uma área extraterritorial.

## Organizações
Junto com Nova Iorque, Genebra e Nairobi, o CIV é um dos principais locais de instalação da ONU.